# De lente
De lente (in de volksmond Flora) is een artistiek kunstwerk in het Beatrixpark in Amsterdam-Zuid. Het is een standbeeld van godin van de lente Flora. 
Het beeld is gemaakt met subsidie van de gemeente Amsterdam, een steunproject tijdens het interbellum om kunstenaars enigszins te ondersteunen tijdens de crisis. Hiervan profiteerde onder andere beeldhouwer Fred Carasso, die voor een tentoonstelling in Stedelijk Museum Amsterdam een gipsen beeld maakte (1941). Carasso kreeg in die jaren voor het definitieve beeld van kalksteen 1500 gulden loon en 400 gulden voor de materiaalkosten Frans kalksteen. In januari 1942 was hij nog bezig in zijn atelier. Het werd daarna voor november 1942 geplaatst in het Zuiderpark aan de rand van de speelvijver. Het beeld naast de speelvijver had een dubbele sokkel; eerst een betonnen platform en vervolgens de sokkel en dan het beeld.
Met de komst van RAI Amsterdam in 1961 verdween dat Zuiderpark onder het bouwterrein; het beeld overleefde, maar kwam terecht op de gemeentewerf aan het Nieuwe Meer. Men wist niet goed wat men met het beeld aanmoest, maar de familie rond wethouder Han Lammers bleef proberen het beeld ergens te plaatsen. Onder begeleiding van beeldhouwer Auke Hettema (Carasso overleed in 1969) kwam het beeld in januari 1972, met een nieuwe sokkel aan de noordrand van het Beatrixpark te staan; het is bereikbaar via de Cornelis Dopperkade van het Zuider Amstelkanaal en Aron Wolff Berlijnbrug; het staat aan een voet- en fietspad.
De huidige plek sinds 1972 ligt op een steenworp afstand van de oude plek; het Zuiderpark en Beatrixpark werden gescheiden door de Boerenwetering.

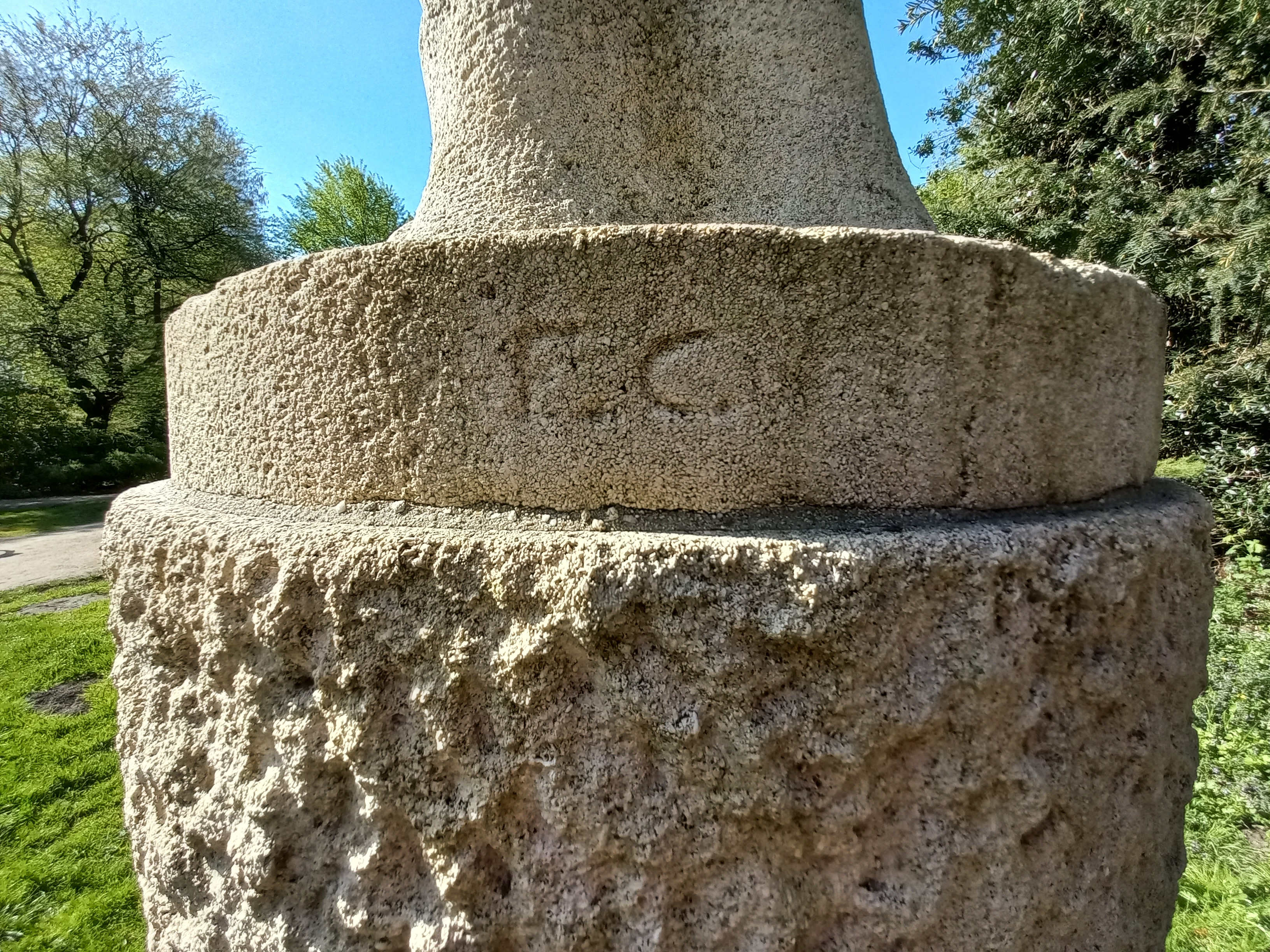
Monogram FC (april 2023)